# Wydartowo (gromada)
Wydartowo – dawna gromada, czyli najmniejsza jednostka podziału terytorialnego Polskiej Rzeczypospolitej Ludowej w latach 1954–1972.
Gromady, z gromadzkimi radami narodowymi (GRN) jako organami władzy najniższego stopnia na wsi, funkcjonowały od reformy reorganizującej administrację wiejską przeprowadzonej jesienią 1954 do momentu ich zniesienia z dniem 1 stycznia 1973, tym samym wypierając organizację gminną w latach 1954–1972.
Gromadę Wydartowo z siedzibą GRN w Wydartowie utworzono – jako jedną z 8759 gromad na obszarze Polski – w powiecie mogileńskim w woj. bydgoskim, na mocy uchwały nr 24/9 WRN w Bydgoszczy z dnia 5 października 1954. W skład jednostki weszły obszary dotychczasowych gromad Wydartowo, Duszno i Lubin ze zniesionej gminy Trzemeszno oraz obszary dotychczasowych gromad Izdby i Dębno (bez wsi Huta-Padniewska i Przyjma) ze zniesionej gminy Mogilno-Zachód w tymże powiecie. Dla gromady ustalono 17 członków gromadzkiej rady narodowej.
Gromadę zniesiono 31 grudnia 1959, a jej obszar włączono do gromad Trzemeszno (wsie Duszno, Lubin i Wydartowo oraz osady Roland, Lubinek i Oleandry Dyszyńskie) i nowo utworzonej Mogilno (wsie Dębno i Izdby) w tymże powiecie.